# 伊藤弘充
伊藤 弘充（いとう ひろみつ、1781年 - 1864年）は江戸時代の越後長岡藩儒臣。古義学（堀川門流）の宗家である古義堂3代目で三河国挙母藩藩校初代学頭となった伊藤善韶（東所）の子。古文辞学を教授する秋山朋信（景山）とともに藩校崇徳館の初代都講になる。諱は弘充、通称は満蔵、号は東岸。伊藤 東岸で著名。

## 経歴
天明元年（1781年）出生。父方の親族関係については父の親族関係の項目で掲載するのでここでは割愛。当初京都にいたが、長岡藩主牧野忠精が京都所司代時代に父に学問を学んでいた縁や文化 5年（1808年）に長岡藩校として崇徳館が創設されたこともあり、文化9年（1812年）に長岡藩に来て長岡藩士となった。

既に崇徳館の教授方に秋山が就任していたが、文化12年（1815年）に秋山とともに藩校の校長である都講に就任し、2階建ての藩校の1階にて古義学を教授する。この2学派からそれぞれ並列しての藩校責任者登用により、長岡藩の藩学は古義学と古文辞学の2派並列となる。

家老家の山本家から妻を迎える。また、深津家より養子を迎えるが、この養子が伊藤東獄である。元治元年（1864年）に死去、墓所は栄涼寺
。